# 焦作中旅银行
焦作中旅银行股份有限公司，简称焦作中旅银行，是位于中国河南省焦作市的一个城市商业银行。

## 历史
的前身是以焦作市区11家城市信用社基础上于1998年2月挂牌开业的焦作市商业银行。2011年，港中旅集团向焦作市商业银行注资2.62亿股，并于2015年8月19日，经河南银监局批复，更名为“焦作中旅银行股份有限公司”，同年10月26日揭牌。
2021年10月27日，中原银行发布公告，其董事会通过拟由本行吸收合并洛阳银行股份有限公司、平顶山银行股份有限公司及焦作中旅银行股份有限公司。

## 历任领导
董事长
- 张逢春（？- 2016年12月）[9]